# نورفولك (نيويورك)
نورفولك (بالإنجليزية: Norfolk, New York)‏ هي بلدة أمريكية تقع في الولايات المتحدة في مقاطعة سانت لورنس، نيويورك. يقدر عدد سكانها بـ 4,668 نسمة .

## أعلام
- وليام روجرز